# Nässjön (Säbrå socken, Ångermanland)
Nässjön är en sjö i Härnösands kommun i Ångermanland och ingår i Gådeåns huvudavrinningsområde. Sjön är 17 meter djup, har en yta på 0,712 kvadratkilometer och befinner sig 17 meter över havet. Sjön avvattnas av vattendraget Gådeån (Helgumsån). Vid provfiske har bland annat abborre, braxen, gers och gädda fångats i sjön.

## Delavrinningsområde
Nässjön ingår i det delavrinningsområde (694914-160482) som SMHI kallar för Utloppet av Nässjön. Medelhöjden är 66 meter över havet och ytan är 6,95 kvadratkilometer. Räknas de 52 avrinningsområdena uppströms in blir den ackumulerade arean 281,15 kvadratkilometer. Avrinningsområdets utflöde Gådeån (Helgumsån) mynnar i havet. Avrinningsområdet består mestadels av skog (65 procent) och öppen mark (10 procent). Avrinningsområdet har 0,71 kvadratkilometer vattenytor vilket ger det en sjöprocent på 10,2 procent.

## Fisk
Vid provfiske har följande fisk fångats i sjön:
- Abborre
- Braxen
- Gärs
- Gädda
- Lake
- Löja
- Mört
- Nors